# Ceratosolen bimerus
Ceratosolen bimerus är en stekelart som beskrevs av Wiebes 1965. Ceratosolen bimerus ingår i släktet Ceratosolen och familjen fikonsteklar. Inga underarter finns listade i Catalogue of Life.